# Rafael Strauss
Rafael Antonio Strauss Kazen (Barquisimeto, estado Lara, 18 de mayo de 1946) es un antropólogo, etnohistoriador, profesor universitario y escritor venezolano. Es autor de obras como El tiempo prehispánico de Venezuela (1993), el Diccionario de cultura popular (1999) y El diablo en Venezuela (2004).

## Biografía
Hijo de Rafael Antonio Strauss Marichal e Ivonne Kazen Mergen. Realizó sus estudios de educación primaria en el Grupo Escolar «José Tomás González» en Guama, estado Yaracuy y de educación secundaria en los liceos «Arístides Rojas» en San Felipe, estado Yaracuy, y «Mario Briceño Iragorry» en Barquisimeto. 
Entre 1967 y 1974, estudió el pregrado en Antropología y el Postgrado en Etnohistoria en la Escuela Nacional de Antropología e Historia, el Centro de Investigaciones Superiores del Instituto Nacional de Antropología e Historia y la Universidad Nacional Autónoma de México, instituciones ante las que presentó su tesis: El área septentrional del Valle de México: panorama agrohidráulico prehispánico. En 1976 formó parte en la fundación de la agrupación Un Solo Pueblo, dedicándose a la investigación de tradiciones y música popular venezolana.
Entre 1975 y 2007, año de su jubilación, fue profesor de las asignaturas de Antropología y Culturas Indígenas, Electivas y Seminarios en la Escuela de Historia de la Universidad Central de Venezuela (UCV), donde promovió la importancia de la vinculación entre antropología e historia. Entre 2005 y 2007 dirigió esta escuela, habiendo sido igualmente su coordinador académico durante veinticinco años. Asimismo, fue profesor invitado del postgrado en Historia de América de la Facultad de Humanidades y Educación, UCV y del postgrado en Historia de la Universidad Católica Andrés Bello. En ambas instituciones y en las universidades: ULA, Universidad Pedagógica Experimental Libertador y LUZ, ha sido tutor y asesor de tesis de pregrado y postgrado. 
En Venezuela y el exterior, ha publicado artículos de su especialidad en revistas, enciclopedias y diccionarios especializados. Ha sido conferencista dentro y fuera de su país. Ha desarrollado proyectos relacionados con la cultura popular en iniciativas como el Taller Venezuela Etnohistoria.

## Obra
- Nomenclatura - Guía para la clasificación y descripción de objetos etnográficos. Cerámica. Museo Nacional de Antropología, México, 1975.
- Deidades prehispánicas de Venezuela. Otros dioses más viejos, Historia para Todos, 1, Caracas, 1993.
- El tiempo prehispánico de Venezuela. (Prólogo de Pedro Grases), Fundación Mendoza,  Caracas, 1992 y Editorial Grijalbo, 1993.
- Diccionario de cultura popular, Fundación Bigott, Caracas, 2 v., 1999.
- El diablo en Venezuela: certezas, comentarios, preguntas, Fundación Bigott, Caracas, 2004.
- «Tesis de la Escuela de Historia, Universidad Central de Venezuela, 1975-2006» (Tierra Firme, Caracas, enero 2006, v. 24, Nº 93, pp. 107 - 120).
- Miguel Acosta Saignes, El Nacional, Caracas, 2008.

### En coautoría
- Nuevas noticias hidráulicas prehispánicas y coloniales en el Valle de México, Instituto Nacional de Antropología e Historia y Secretaría de Educación Pública, México, 1972.
- Diccionario de Historia de Venezuela, Fundación Empresas Polar, 1988.
- Historia mínima de Venezuela, pp. 15‐33, Fundación de los Trabajadores de Lagoven, Caracas, 1992.
- Quimeras de amor, honor y pecado en el siglo XVIII venezolano, Planeta, Caracas, 1993.
- Los grandes períodos y temas de la historia de Venezuela (V Centenario). UCV, FHE, Instituto de Estudios Hispanoamericanos, Caracas, 1993, Cap. I.
- La cultura en Venezuela. Historia mínima, pp. 213‐233, Fundación de los Trabajadores de Lagoven, Caracas, 1996.
- Venezuela: tradición en la modernidad, Universidad Simón Bolívar y Fundación Bigott, 1998.
- Historia de Venezuela en imágenes, fascículos 1 a 3, La vida aborigen, Fundación Polar‐Grial‐El Nacional, Caracas, 2000.
- El Quijote en Tierra de Gracia. 18 lecturas venezolanas, Fundación para la Cultura Urbana, 2006.
- Gilberto Antolinez. Americanismo, Arte y Antropología, Carlos Colina (compilador), Universidad Nacional Experimental del Yaracuy, San Felipe, 2009.
- Navidades en Venezuela. Devociones, tradiciones y recuerdos, Fundación Empresas Polar, 2010.
- Huellas de la Virgen María en Venezuela: cultos y devociones, Marielena Mestas Pérez y Horacio Biord Castillo (editores), Fundación Empresas Polar, Caracas, 2013.